# 류첸
류첸(중국어 정체자: 劉謙, 병음: Liú Qiān, 1976년 6월 25일 ~ )은 타이완의 마술이다. 할리우드의 매직캐슬에서 공연을 한 유일한 타이완 출신의 마술사이며 일반적으로 타이완의 가장 널리 알려진 마술사로 불린다. 쑤저우 대학교에서 일본 문학 학위를 따며 졸업하였고 류첸은 국제적으로 일본, 한국, 유럽과 미국 등에서 공연을 펼쳤으며 그의 첫번째 미디어를 통한 데뷔는 2009년 중국 본토에서 이루어졌다.

## 유년 시절
류첸이 처음으로 마술에 관심을 가지게 된것은 7살때 그의 이모와 함께 쇼핑을 하던중 마술 상점을 지나치게 되면서부터이다. 마술샾의 딜러가 동전이 사라지게 하고 나타나게 하면서 류첸의 귀 뒤에서 막대사탕을 꺼내어 그에게 내밀었다. 그때부터 류첸은 마술에 대해서 배워나가기 시작했고 12살이 되었을 때 데이비드 카퍼필드가 심사위원으로 있던 타이완 유소년 마술 컨테스트에서 우승을 하게 되었고 이후의 인터뷰에서 류첸이 말하길 "컨테스트에서의 우승은 저에게 정말 의미가 깊다. 저의 마술에 대한 꿈을 더욱 키우게 되었으며 저의 노력이 계속된다면 결국 성공할 수 있음을 보여주었습니다." 라고 말한바 있다. 하지만 이러한 말에도 불구하고 대학을 선택할때에는 전문직으로서 마술사를 선택하지 않고 일본 문학을 대학교에서 공부하면서 여가시간에만 마술에 투자를 하였다. 하지만 이후 대학을 졸업하고 취직을 하지 못하게 되자 마술사로서의 경력을 추구하게 되었는데 2001년 루 첸은 텔레비젼 쇼까지 그의 마술 공연을 확장시켰고 "매직 스타"라는 쇼였는데 후에 스타 차이니즈 채널의 가장 유명한 쇼가 되었다. 2003년 국제 세계 마술 세미나 ( international World Magic Seminar ) 에 처음으로 참가하게 된다.

### 경력
- 2009년: CCTV의 새해 갈라쇼에서 이루어졌는데 이때 생중계로 10억 이상의 사람이 텔리비젼으로 방송되는 공연을 보게 되었다. 그의 공연은 그날 밤 두번째로 가장 성공적인 쇼였다 라고 평가가 되었으며 CCTV의 새해 갈라 쇼에서의 공연 이후 본토 전체에 걸쳐 명성을 얻게 되었고 이후에 여러 기방 채널 ( 대부분 장쑤 TV, 상하이 미디어 채널들과 후안 TV 등 )에서 공연 요청을 받게 되었고 또한 수많은 중국 텔리비젼 광고 섭외도 받게 되었다.
- 2010년: CCTV 새해 갈라쇼에 다시 연이어서 공연을 해달라고 요청을 받게 되었고 또한 CCTV 2010년 제등 축제에서도 출연 요청을 받게 되었다. 이러한 공연업적은 그가 이룬 여러 공연들중 가장 주목할만하고 성공적이었으며 단시간내에 명성과 이름을 드높이는 기회가 되었다는 평가를 받고 있다.
- 2007년 ~ 2009년: 창페이의 타이완 쇼, 빅 브라더 버라이어티 등의 쇼에서 공연을 하는등의 활약을 한 후 대부분 중국 본토와 일본에서만 공연을 하고 있다.
- 2010년: 멀린 상을 수상하였고 이는 그의 26번째 마술사로서 받은 상이다.
- 2011년: 자신의 공연으로서 라스베가스에서 공연을 펼친 첫번째 아시아인이 되었으며 첫번째로 매직 매거진에 출판된 중국인이 되었다. 현재 아시아에 한정되어 있긴 하지만 그의 명성과 유명세에 대해서 아시아의 데이비드 카퍼필드라고 불렀다.